# Alangium alpinum
Alangium alpinum är en kornellväxtart som först beskrevs av C. B. Cl., och fick sitt nu gällande namn av W. W. Smith och Cave. Alangium alpinum ingår i släktet Alangium och familjen kornellväxter. Inga underarter finns listade i Catalogue of Life.